# Скит (филм)
Скит (рус. Скиф, енгл. The Scythian) јесте руски акционо-друмски дугометражни филм у режији Рустама Мосафира.
Премијера филма у Русији је била 18. јануара 2018. године.

## Радња
Радња филма се врши у времену када једна цивилизација замјењују другу. У средњој Евроазији почиње ново доба.
Скити, некада поносни ратници, скоро су у потпуности нестали. Њихови малобројни потомци постали су немилосрдни плаћници убице, „Вукови Ареса”. Љутобор је ратник са тешким задатком. Он се уплиће у међусобне сукобе и креће на опасно путовање како би спасио своју породицу. Његов водич на том путовању је Скит Куница, којег је заробио. Иако се моле различитим боговима, на путовање морају кренути заједно. Кроз дивљу степу, крећу се према посљедњем скитском уточишту, до онога што изгледа као њихова неизбјежна смрт.

## Глумачка постава
| Глумац              | Улога                    |
| ------------------- | ------------------------ |
| Алексеј Фадејев     | Љутобор                  |
| Виталиј Кравченко   | Јар                      |
| Александар Кузнецов | Куница                   |
| Александар Пацевич  | Всеслав                  |
| Јуриј Цурило        | Олер, кнез Тмутаракански |
| Виктор Соловљев     | Анагаст                  |
| Сајдо Курбанов      | Гончак                   |
| Рустам Мосафир      | Кумај                    |
| Василиса Измајлова  | Татјана                  |
| Елена Соломина      | бабица                   |
| Алексеј Ингелевич   | свештеник Берендеја      |
| Борис Зверев        | Берендеј                 |
| Олег Руденко Травин | Перунов чувар            |
| Александар Самојлов | Тројан                   |
| Сергеј Цепов        | трговац Гојко            |
| Андреј Фомин        | Пров                     |
| Алексеј Овсјаников  | Лучезар                  |

## Продукција
Филм је сниман на Кримском полуострву.